# Rozmaryn
Rozmaryn (Rosmarinus L., właśc. Salvia subg. Rosmarinus (L.) J.B.Walker, B.T.Drew & J.G.González) – tradycyjnie wyróżniany rodzaj roślin z rodziny jasnotowatych, współcześnie podrodzaj w obrębie rodzaju szałwia Salvia. Obejmuje trzy gatunki i dwa mieszańce spotykane także w naturze występujące w południowej Europie i obszarze śródziemnomorskim. Rozmaryn lekarski jest popularną i od dawna uprawianą rośliną przyprawową, używaną także do wyrobu olejku rozmarynowego (surowiec m.in. do wyrobu wody kolońskiej), wykorzystywaną leczniczo, cenioną jako roślina miododajna, dawniej wykorzystywaną też na opał, dla poprawy pamięci, do ozdoby podczas pogrzebów i ślubów.

## Morfologia
PokrójSilnie aromatyczne krzewy osiągające do 2 m wysokości, czasem płożące. Pędy pokryte włoskami pojedynczymi i gwiazdkowatymi.
LiścieUlistnienie naprzeciwległe. Liście zimozielone, równowąskie do lancetowatych, o brzegach podwiniętych, silnie owłosione od spodu.
KwiatyZebrane po 5–15 w grona wyrastające w kątach liści w szczytowej części pędu. Kwiaty szypułkowe. Kielich zrosłodziałkowy, rozszerzający się, rurka z 11–12 żyłkami, na końcu z dwiema wargami i 3 lub 5 łatkami, górna warga wzniesiona ku górze. Korona fioletowa do białej, w dole płatki zrośnięte są w rurkę, zakończoną dwiema wyraźnymi wargami z 5 łatkami. Górna warga z dwóch dłuższych łatek, dolna z trzech krótszych, z których środkowa jest zaokrąglona, boczne są wąskie. Dwa pręciki (czasem jeszcze dwa obecne, ale szczątkowe) z pojedynczym płodnym pylnikiem. Zalążnia górna z czterema zalążkami. Szyjka słupka pojedyncza, z rozwidlonym znamieniem.
OwoceRozłupnie rozpadające się na cztery, jajowate, brązowe i gładkie rozłupki.

## Systematyka
Pozycja systematyczna
Tradycyjnie rośliny tu zaliczane wyróżniane były jako rodzaj rozmaryn Rosmarinus w obrębie rodziny jasnotowatych (Lamiaceae). Badania molekularne i analizy filogenetyczne przeprowadzane w XXI wieku wykazały, że wyróżnianie tego rodzaju (i czterech innych) powoduje, że obfitujący w gatunki rodzaj szałwia Salvia ma charakter parafiletyczny. Ostatecznie w 2017 opublikowana została rewizja taksonomiczna umieszczająca gatunki dotąd tu zaliczane w randze podrodzaju Salvia subg. Rosmarinus (L.) J.B.Walker, B.T.Drew & J.G.González. Alternatywnie przedstawiono też rozwiązanie taksonomiczne zachowujące rodzaj Rosmarinus i dzielące rodzaj Salvia na 6 rodzajów monofiletycznych.
Wykaz gatunków
- Salvia granatensis B.T.Drew (≡ Rosmarinus tomentosus Hub.-Mor. & Maire)
- Salvia jordanii J.B.Walker (≡ Rosmarinus eriocalix Jord. & Fourr.)
- Salvia rosmarinus Spenn. (≡ Rosmarinus officinalis L.) – rozmaryn lekarski
- Salvia ×lavandulacea (de Noé) Roma-Marzio & Galasso (S. jordanii × S. rosmarinus)
- Salvia ×mendizabalii (Sagredo ex Rosúa) Roma-Marzio & Galasso (S. granatensis × S. rosmarinus)